# Тиран-плоскодзьоб
Тиран-плоскодзьоб (Ramphotrigon) — рід горобцеподібних птахів родини тиранових (Tyrannidae). Представники цього роду мешкають в Південній Америці.

## Таксономія і систематика
Молекулярно-генетичне дослідження, проведене Телло та іншими в 2009 році дозволило дослідникам краще зрозуміти філогенію родини тиранових. Згідно із запропонованою ними класифікацією, рід Атіла (Attila) належить до родини тиранових (Tyrannidae), підродини Тиранних (Tyranninae) і триби Tyrannini.

## Види
Виділяють чотири види:
- Тиран-плоскодзьоб малий (Ramphotrigon megacephalum)
- Копетон акацієвий (Ramphotrigon flammulatum)
- Тиран-плоскодзьоб рудохвостий (Ramphotrigon ruficauda)
- Тиран-плоскодзьоб темнохвостий (Ramphotrigon fuscicauda)

## Етимологія
Наукова назва роду Ramphotrigon походить від сполучення слів дав.-гр. ῥαμφος — дзьоб і τριγωνον — трикутник.